# كين بيري (لاعب كرة قاعدة)
كين بيري (بالإنجليزية: Ken Berry)‏ هو لاعب كرة قاعدة أمريكي، ولد في 10 مايو 1941 في كانساس سيتي في الولايات المتحدة.

## وصلات خارجية
- كين بيري على موقعبيزبول رفرنس.كوم (الدوري الرئيسي) (الإنجليزية)
- كين بيري على موقعبيزبول رفرنس.كوم (الدوري الثانوي) (الإنجليزية)
- كين بيري على موقع مشجعي الرسوم البيانية (الإنجليزية)
- كين بيري على موقع قاعة كنساس للمشاهير الرياضية (مؤرشف) (الإنجليزية)